# Calle de los Comerciantes (Valeta)
La calle de los Comerciantes (en maltés, Triq il-Merkanti) es una de las principales calles peatonales de la Valeta, la capital de Malta.

## Ubicación
La calle, de unos 800 metros de largo, empieza en el Museo Nacional de la Guerra, emplazado dentro del Fuerte de San Telmo y bañado por el aguas del Mar Mediterráneo. A lo largo de su recorrido, cruza la capital de noreste a suroeste hasta llegar a la fortificación de Saint James Cavalier, que marca el límite de la capital con la población contigua de Floriana. La primera parte, tocando el Fuerte San Telmo, es accesible mediante transporte rodado, mientras que a partir del Palacio del Gran Maestre se convierte en una calle peatonal. Ese tramo es especialmente conocido, históricamente, por la gran cantidad de pequeños comercios que alberga en su estrecho y corto recorrido, dando paso al nombre de la misma Triq il-Merkanti, que vendría a ser "calle de los comerciantes".
La calle no posee acceso de transporte público, pero sí en la calle paralela, San Pawl mediante la ruta circular de la route 133, que también tiene parada en el inicio de la calle, parada San Telmo y cerca de su final, al lado del monumento a Manwell Dimech.

## Historia

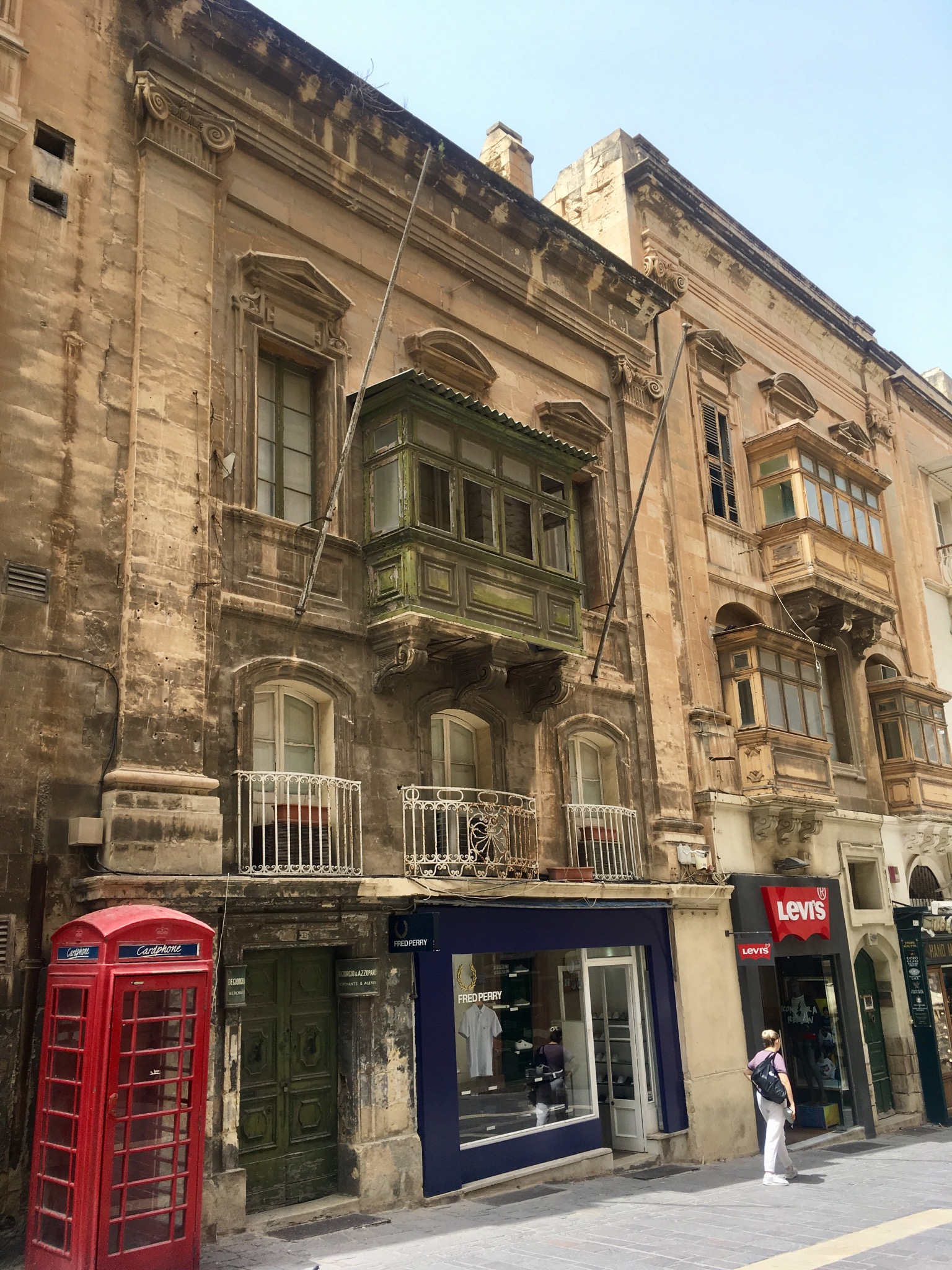
Edificios históricos de la calle Merkanti, hospedando marcas internacionales como Fred Perry o Levi's (en la imagen).

La calle se origina en el Fuerte de San Telmo, al noreste de la capital y uno de los principales atractivos a nivel histórico y arquitectónico del país, cuya fortificación se inició en 1553, marcando el devenir de la historia del inicio de la calle, tanto por el comercio que atrajo por los marinos que desembarcaban, así como por los daños colaterales que sufrieron los habitantes, comercios y edificios durante las distintas guerras. A lo largo del siglo XVI se levantaron la mayor parte de sus notable arquitectura, como la iglesia barroca de iglesia de San Nicolás 1569, inicialmente ortodoxa griega, siendo uno de los ejemplos mejor conservados de la calle de ese estilo, a pesar de que durante la Segunda Guerra Mundial tuvo daños importantes por los bombardeos del Eje. En 1574, se erigió el Albergue de Castilla, para albergar, inicialmente, a los caballeros de la Orden de San Juan, que también gozaron de otras instalaciones por toda la capital. En 1571, uno de los arquitectos más prominentes  del país, Girolamo Cassar junto al gran maestre Pierre de Monte erigieron la Basílica de Santo Domingo.
Años después, Cassar proyectó el  Albergue de Italia para hospedar a los caballeros de la Orden de San Juan de Jerusalén, mezclando el manierismo con la arquitectura del barroca. Durante la Toma de Malta de 1798 por los franceses, los caballeros fueron expulsados y el albergue pasó a ser una de las bases del comando francés. Durante los años venideros, siguió cambiando de uso, desde almacén de armas, albergue para los pobres, tribunal temporal o imprenta gubernamental, y recibió impactos directos en la fachada durante la Segunda Guerra Mundial. A pesar de los daños, tras la contienda se pudo reconstruir. En 2013 empezaron las obras para convertirlo en el actual Museo Nacional de Bellas Artes (MUZA), que abrió sus puertas el 15 de diciembre de 2018 y se convirtió en uno de los principales puntos turísticos de la calle Merkanti. El periódico británico The Guardian lo calificó como uno de los 13 nuevos museos europeos imperdibles.
En 1595, se erigió la calle empieza con la Iglesia de Santa María Magdalena, construida e para las monjas Magdalenas, siendo uno de los principales históricos de la calle, por su importancia que tuvo por la cercanía con el fuerte Sant Telmo auxiliando a soldados heridos. Por otro lado, el ajetreo de la zona portuaria, convirtió la calle uno de los puntos con más actividad de negocios y comercio con la llegada de numerosos barcos en pleno apogeo cosmopolita de la ciudad desde principios del siglo XVIII. La ambición por llegar a un estatus social superior, llevó a la explotación sexual de un gran número de mujeres, tanto por la "necesidad de alimentar a sus familias o bien por la ambición de sus maridos de obtener un buen puesto en la administración", convirtiendo la explotación sexual en un negocio "muy lucrativo" en el inicio de la calle Merkanti. Metros más abajo, en la iglesia de Santa María sirvió como atención a todas aquellas prostitutas que necesitaban curas o apoyo, así como de niñas huérfanas para que no cayeran en esas redes.

## Arquitectura y comercio

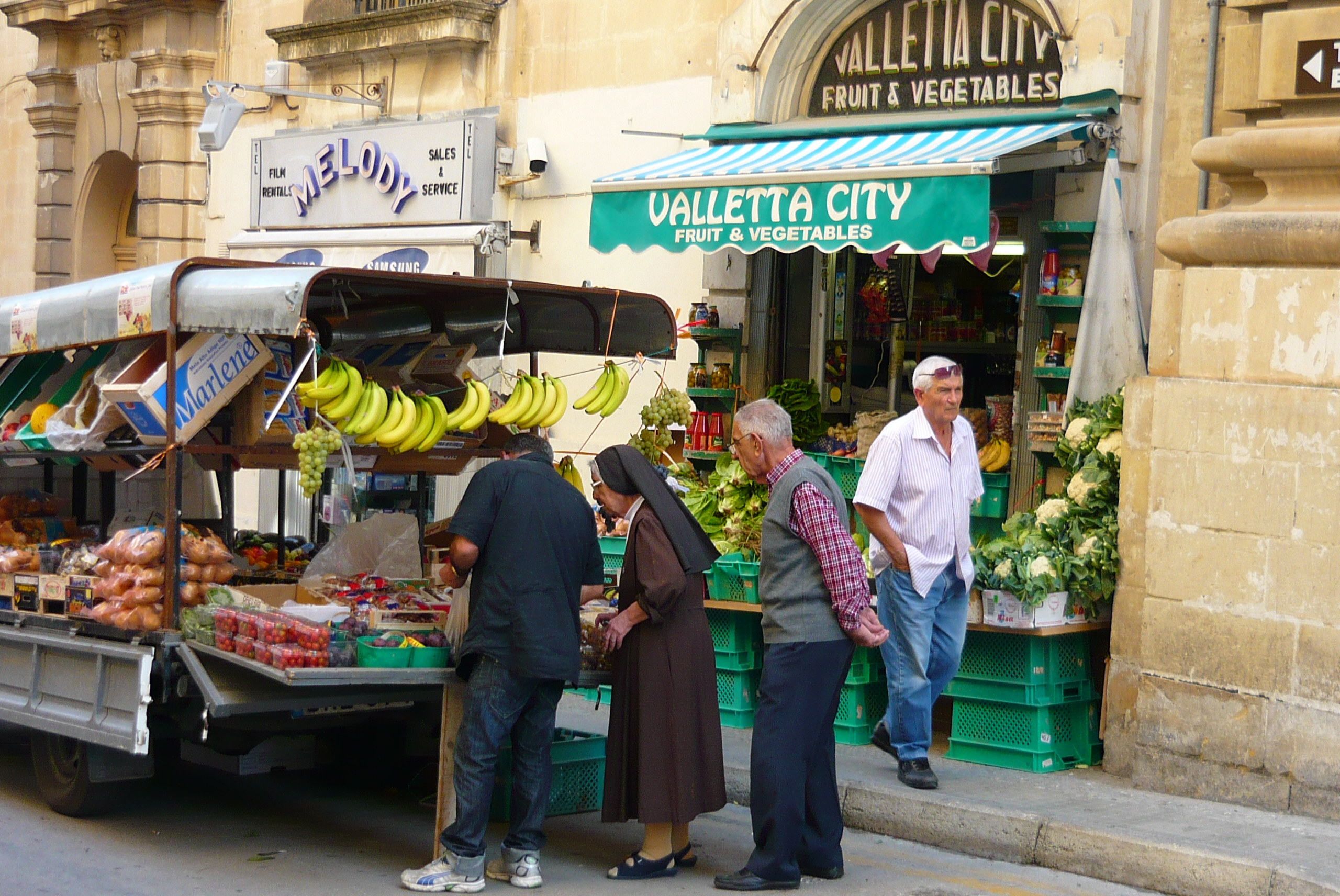
Comercio local en la calle.

La calle se encuentra una gran variedad de pequeñas tiendas, tanto de comercio local, como de grandes marcas internacionales que con el tiempo se fueron integrando dentro de los edificios históricos, estando regulados por ley la conservación del patrimonio cultural de 2002 del gobierno maltés. Por otro lado, todos os locales de venta de comida y bebidas de la calle, desde mercados hasta los bares y restaurantes situados en ese turística zona, tienen que respetar la ley de ámbito estatal sobre la prohibición de la venta de alcohol a partir de las 23. A lo largo de su casi 1 kilómetro de longitud, destaca la presencia de un gran número de edificios religiosos, militares y culturales, de entre los cuales destacan los siguientes:
- 1553, Fuerte de San Telmo
- 1568, iglesia de San Nicolás, de estilo barroco.
- 1574, Palacio del Gran Maestre
- 1592, Iglesia de los Jesuitas, por Girolamo Cassar.
- 1595, Iglesia de Santa María Magdalena
- 1740, Albergue de Castilla, de estilo barroco y reemplazando la construcción original de 1574.
- 1861, Zoco de La Valeta.
- 1975, Museo Nacional de la Guerra, dedicado desde la Edad del Bronce hasta la actualidad.
- 2018, Museo Nacional de Bellas Artes (MUZA).

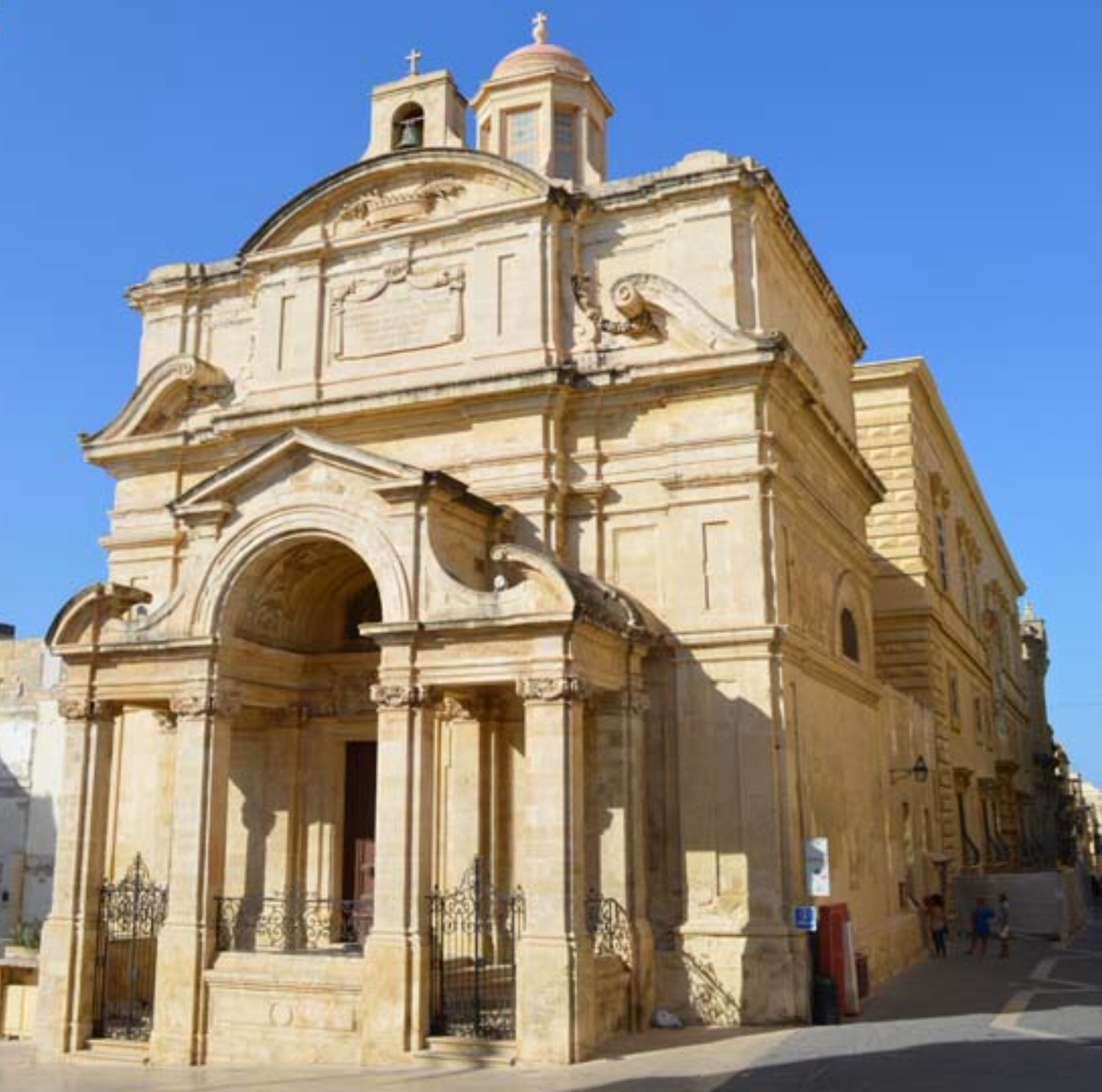
Iglesia de Santa Catarina
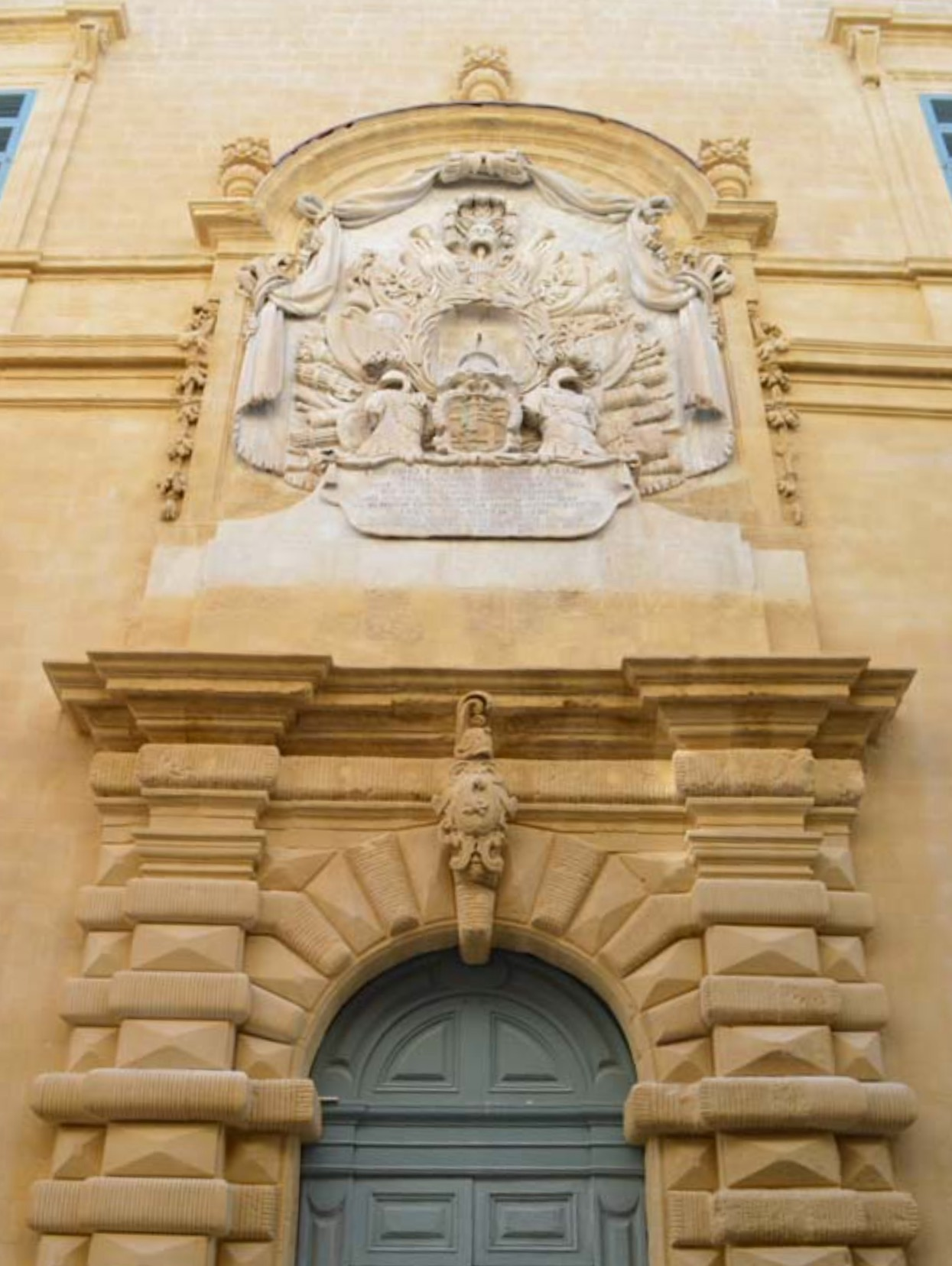
Albergue de Italia
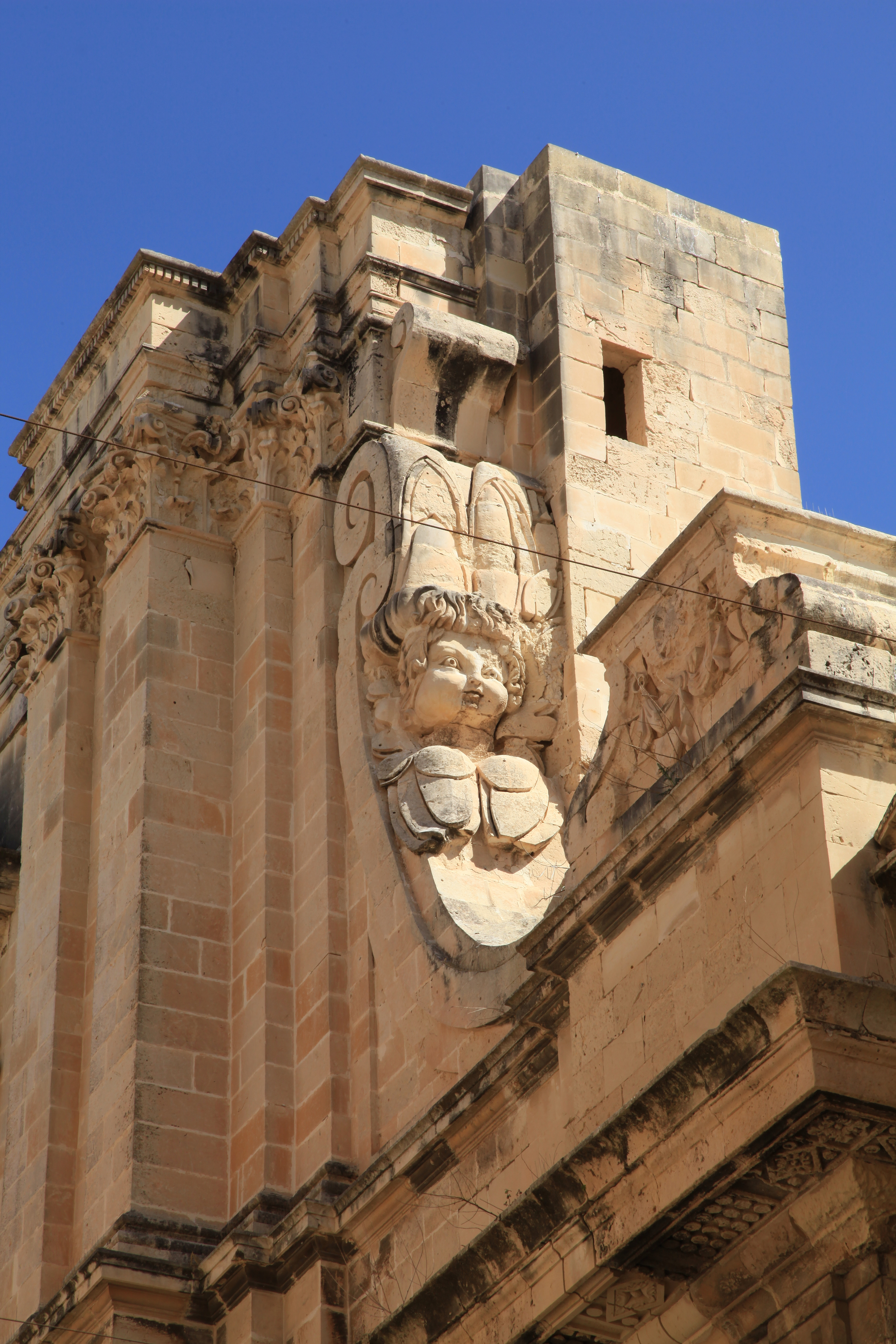
Iglesia de los Jesuitas
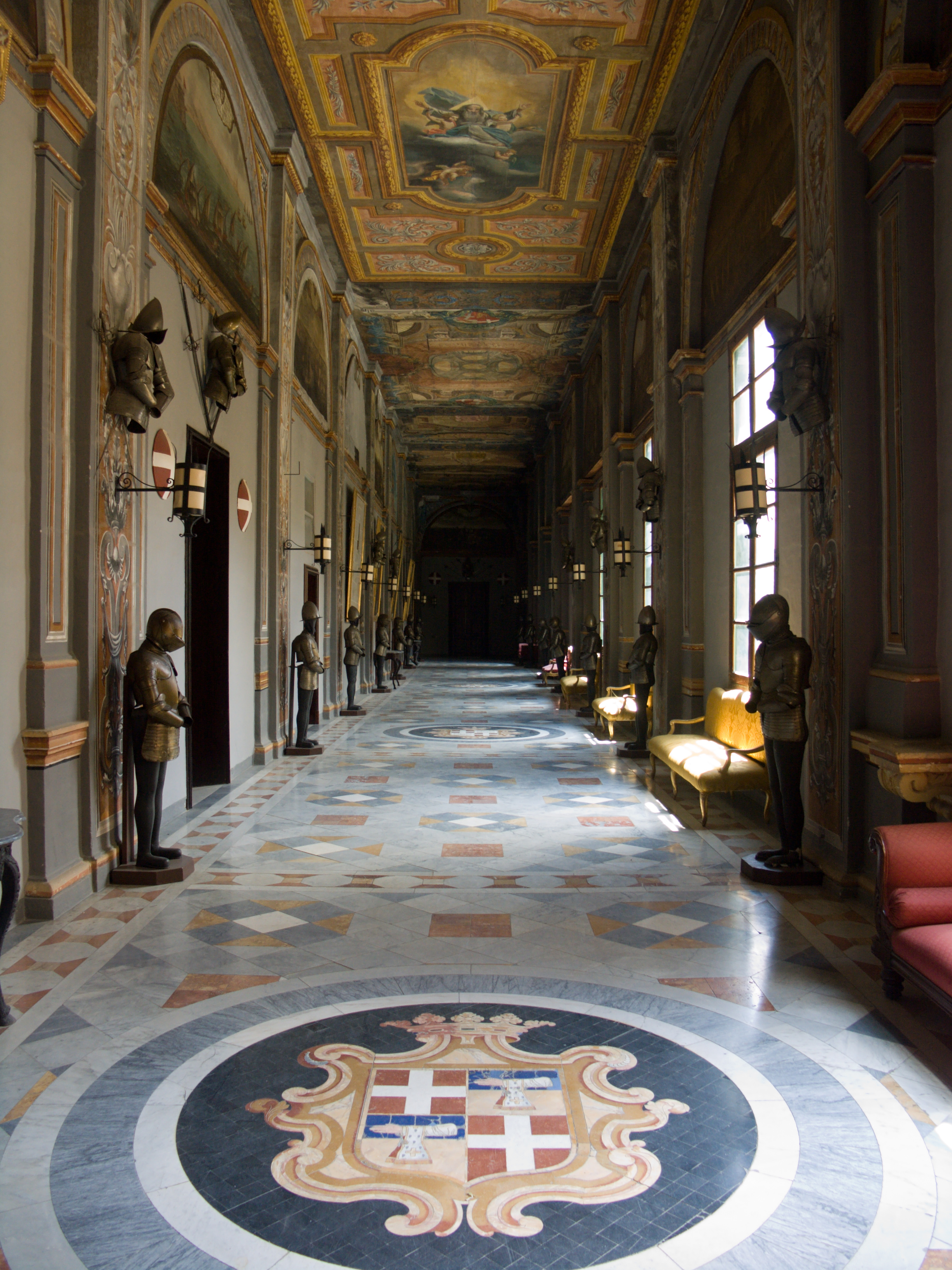
Palacio del Gran Maestre
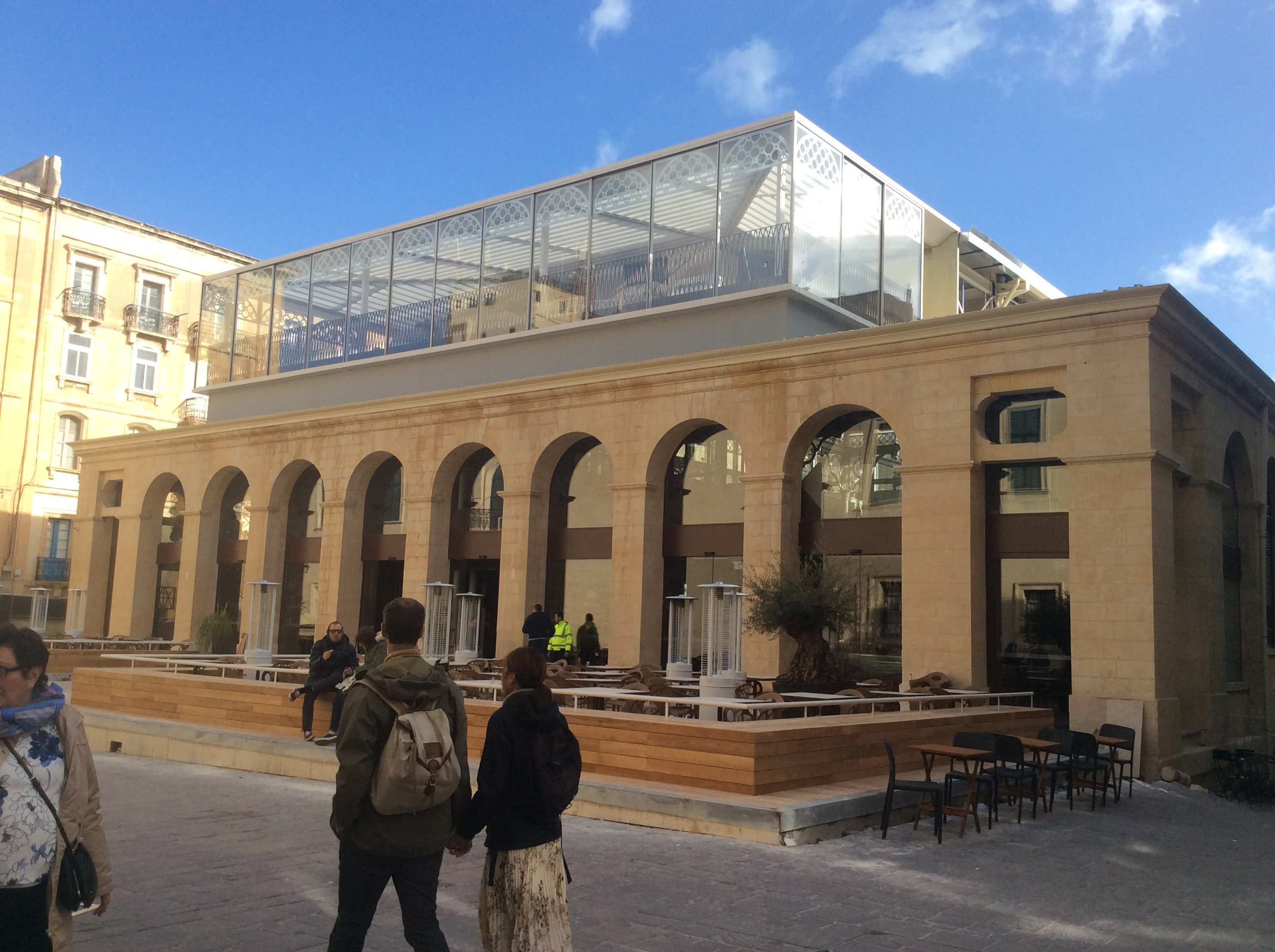
Zoco de La Valeta